# Rendez-vous avec Maurice Chevalier n°4
Série
Rendez-vous avec Maurice Chevalier n°3
Pour plus de détails, voir Fiche technique et Distribution.
Rendez-vous avec Maurice Chevalier n°4 est un court métrage français réalisé par Maurice Régamey en 1957.

## Synopsis
Maurice Chevalier évoque la capitale française.

## Fiche technique
- Réalisation : Maurice Régamey
- Production : Jean Jay et Alain Poiré
- Photographie : Willy Faktorovitch et Jean Lehérissey
- Montage : Denise Natot
- Pays :  France
- Format : Noir et blanc - Mono
- Genre : Film musical
- Durée : 26 minutes
- Année de sortie : 1957

## Chansons
- Rendez-vous à Paris (1954)
  - Musique : Fred Freed
  - Paroles et interprétation : Maurice Chevalier

- Deux amoureux sur un banc (1954)
  - Musique : Henri Betti
  - Paroles : André Hornez
  - Interprétation : Maurice Chevalier

- Oui, Oui, Paris (1954)
  - Musique : Henri Betti
  - Paroles : André Hornez
  - Interprétation : Maurice Chevalier